# PRINCE OF LEGEND
『PRINCE OF LEGEND』 (プリンス・オブ・レジェンド)は、2019年春に公開された日本映画・及びそれらを主軸としたメディアミックスプロジェクト。

## 概要
映画は『HiGH&LOW』シリーズをプロデュースしたTEAM HI-AXが手掛ける新企画「プリンスバトルプロジェクト」の一環で製作。
エグゼクティブプロデューサーはEXILE HIRO。
映画のほか、ドラマ、ゲーム、ライブ、イベントなどの展開もなされた。
プロジェクトは個性豊かな王子たちが「トップオブザプリンス」である「伝説の王子」を目指して争いを繰り広げる「祭エンタテインメント」企画。コンセプトは「王子が大渋滞」。
2019年11月7日に、新章となるテレビドラマ『貴族誕生 -PRINCE OF LEGEND-』と映画『貴族降臨 -PRINCE OF LEGEND-』の始動が発表された。

## 登場人物
成瀬果音（）
演 - 白石聖
テーマ曲は「99 Red Balloons」m-flo presents PRINCE PROJECT。
本作のヒロイン。聖ブリリアント学園在学。朱雀奏の父親・朱雀俊哉の初恋の相手の娘。お淑やかな女子に見えるが、根はかなり強気な性格である。特技は演技（ただし台本がないと長く続けられない）。母を亡くしてからは父が残した借金を返しながら一人暮らしをしている。奏と出会ってから多くの王子と称される男達に想いを寄せられ戸惑うが、奏とのやり取りの際に何故か右の頬をつねる癖を見せる。

### Team奏
チームカラーは白。チーム曲は「PSYCHIC MAGIC」m-flo presents PRINCE PROJECT feat.片寄涼太。
朱雀奏（）
演 - 片寄涼太（GENERATIONS from EXILE TRIBE）/（幼少期）演 - 荒木飛羽
セレブ王子 。ロイヤルフェニックス学園在学。
総資産数兆円と言われる“朱雀グループ”の御曹司で学園の中心的存在。特技はピアノ・合気道・バレエ。庶民に関する知識に疎いのが唯一の弱点で、その点は誠一郎からサポートを受けている。父の頼みで聖ブリリアント学園に通う成瀬果音の様子を見てきてほしいと言われ、一目惚れして告白するものの、容赦なく拒絶されてしまう。その態度に失望し、顔を合わせることも嫌がるが、彼女の家の前で再会した際に事故でキスをしてしまい、芽生えた感情に気付くこと無く動揺する。その後父から京極尊人が腹違いの兄弟であることを知らされ、果音を幸せにした方に家と資産を譲ると言われる。家を尊人に乗っ取られないように果音の学校に誠一郎・元と共に転校するが、未だに自分の気持ちに気付かずにいる。
鏑木元（）
演 - 飯島寛騎 （男劇団 青山表参道X）
下剋上王子。ロイヤルフェニックス学園在学。
虎視眈々と昇進を狙う奏の第二側近。久遠誠一郎はライバル。
久遠誠一郎（）
演 - 塩野瑛久（男劇団 青山表参道X）
メガネ王子。ロイヤルフェニックス学園在学。
知識豊富で“歩くWikipedia”と称される奏の第一側近。奏とは幼い頃から一緒に過ごしてきたこともあり、彼と対等に話せる数少ない人物でもある。タブレットと爪磨きが必需品。

### Team 京極兄弟
チームカラーは赤。チーム曲は「Take On Me」m-flo presents PRINCE PROJECT feat.川村壱馬。
京極尊人（）
演 - 鈴木伸之 （劇団EXILE）
ヤンキー王子 / 兄。玄武高専在学。
天真爛漫で不器用なほど一途な性格。好きな食べ物は焼肉・唐揚げ。実は奏の腹違いの兄で竜とは異父兄弟。何度か留年している。
京極竜（）
演 - 川村壱馬（THE RAMPAGE from EXILE TRIBE） / 幼少期 - 柴崎楓雅
ヤンキー王子 / 弟。玄武高専在学。
兄・尊人を支えるしっかり者だが甘え上手な一面もある。好きな食べ物は唐揚げ・白米。

### Team 生徒会
チームカラーは黄色。チーム曲は「Talking in Your Sleep」m-flo presents PRINCE PROJECT。
綾小路葵（）
演 - 佐野玲於 （GENERATIONS from EXILE TRIBE）
生徒会長王子。聖ブリリアント学園生徒会会長。
由緒ある家の跡継ぎで、学園の人気と尊敬の的である。人の名前を覚えることが苦手でガブリエルからサポートを受けている。常に扇子を携帯している。
ガブリエル笹塚（）
演 - 関口メンディー（EXILE / GENERATIONS from EXILE TRIBE）
金髪SP王子。聖ブリリアント学園在学。
金髪のサラサラヘアが自慢の生徒会長の側近。絶対の忠誠を誓っており、会長の盾となり、全ての障害から守ることを使命としている。

### Team ネクスト
チームカラーは水色。チーム曲は「Too Shy」m-flo presents PRINCE PROJECT feat. 吉野北人。
天堂光輝（）
演 - 吉野北人 （THE RAMPAGE from EXILE TRIBE）
ダンス王子レッド。聖ブリリアント学園在学。
スタイリッシュでクールに見えるが、根は素朴で努力家な性格である。かつては地味な雰囲気であったが後に大切なものを守れる男になるため外見と内面を磨き上げた。
日浦海司（）
演 - 藤原樹（THE RAMPAGE from EXILE TRIBE）
ダンス王子ゴールド。聖ブリリアント学園在学。
怖そうに見えて意外と気弱な一面もある、周囲を和ませる天然キャラ。
小田島陸（）
演 - 長谷川慎（THE RAMPAGE from EXILE TRIBE）
ダンス王子ブラック。聖ブリリアント学園在学。
チャラそうに見えるが意外と真面目、友情に厚く溢れる男気キャラ。

### Team 先生
チームカラーは紫。チーム曲は「Only You」m-flo presents PRINCE PROJECT。
結城理一（）
演 - 町田啓太（劇団EXILE）
先生王子。聖ブリリアント学園の英語教師。
教師としては優秀で生徒からも人気を集めているが、自己愛が強い美意識高めのナルシスト。好きな言葉は「美」。

### Team 3B
チームカラーは黒。チーム曲は「Always on My Mind」m-flo presents PRINCE PROJECT。
嵯峨沢ハル（）
演 - 清原翔
美容師王子。声が大きいのが特徴。
翔（）
演 - 遠藤史也
バーテンダー王子。
TAICHI（）
演 - こだまたいち
バンドマン王子。

### Team 理事長
この2人は王子ではなく、聖ブリリアント学園の理事長と理事長秘書。
実相寺光彦（）
演 - 加藤諒
聖ブリリアント学園理事長。
服部悠太（）
演 - 大和孔太
聖ブリリアント学園理事長秘書である、実相寺の部下。

### その他の人物
朱雀俊哉
演 - 六角精児
奏の父。朱雀グループ会長。
朱雀麗香
演 - 竹内渉
奏の母。奏が小学生の頃、不治の病で亡くなってしまう。
ジョニー
チーム生徒会側近の一人。
演 - AGOBOY　
アンディー
チーム生徒会側近の一人。
演 - 久保田賢治
現王丸修吾（）
演 - TAKAHIRO
初代・伝説の王子。
龍崎恭也（）
演 - 岩田剛典
二代目・伝説の王子。

## 用語

### 学校
ロイヤルフェニックス学園
教育理念: 「美、心、体」の三位一体教育
校風: 何事も「生徒ファースト」、生徒の希望は全て叶う。
大富豪の子息・息女を多く抱える、類を見ないお坊っちゃま&お嬢様学園。永遠に栄え続けることを目指し、フェニックスと名付けられた。
玄武高専
教育理念: 玄武魂
校風:「強く・優しく・たくましく」家族・仲間などの大切なものを守る為に拳はある。
下町最強のヤンキー達が集まったヤンキー校。“ONE FOR ALL, ALL FOR ONE”の精神で、何よりも仲間を大切にする。
聖ブリリアント学園
教育理念: 心・美・体
校風: 王子になることが最も重要視される、王子の王子による、王子の為の教育。
世帯年収1億円以上のセレブリティーの子息・令嬢が集う「ファーストクラス」と、家柄や年収は不問で奨学生制度を整えた美に特化した「エコノミークラス」がある。

## テレビドラマ
『PRINCE OF LEGEND』（プリンス オブ レジェンド）は2018年10月4日から12月6日まで日本テレビで放送のテレビドラマ。

### 放送日程
| 各話   | 放送日   | サブタイトル                                         | 監督     |
| ------ | -------- | ---------------------------------------------------- | -------- |
| 第1話  | 10月04日 | 完全無欠の超セレブ!王子の道に障害などない            | 河合勇人 |
| 第2話  | 10月11日 | さらば友よ 側近神話が今塗り替えられる!               |          |
| 第3話  | 10月18日 | 野生で育った荒くれ者 お城の王子は勝てるのか?         |          |
| 第4話  | 10月25日 | 運命再び 突き上げた拳は時空を超える                  |          |
| 第5話  | 11月01日 | 奴は唇を殴られた!!王子倒れ野望果てるか!?             |          |
| 第6話  | 11月08日 | 過去は捨てた 俺の求愛の舞踏(ダンス) しかと見届けよ!  |          |
| 第7話  | 11月15日 | 君の名は忘れないこの世代の王子は私だ                 |          |
| 第8話  | 11月22日 | 餓鬼どもに告ぐ 俺の色気(フェロモン)の前に 土下座せよ |          |
| 第9話  | 11月29日 | 妹よ魂を叫べこの世の敵は俺が斬る                     |          |
| 第10話 | 12月06日 | 王子道大渋滞!そこのけそこのけ王子が通る              |          |

### スタッフ
- プロデューサー - 佐藤俊之、森田美桜
- 監督 -  河合勇人、千村利光
- 脚本 - 松田裕子
- 音楽 - 中野雄太
- 主題歌 - m-flo「Piece of me」
- ナレーション - 銀河万丈
- 制作プロダクション - AOI Pro.
- 製作 - 「PRINCE OF LEGEND」製作委員会

### ネットワーク
| 放送対象地域 | 放送局                | 放送期間                | 放送時間                         |
| ------------ | --------------------- | ----------------------- | -------------------------------- |
| 北海道       | 札幌テレビ放送（STV） | 2018年10月5日 - 12月7日 | 毎週土曜 1:59 - 2:29（金曜深夜） |
| 宮城県       | ミヤギテレビ（MMT）   | 2018年10月5日 - 12月7日 | 毎週土曜 1:59 - 2:29（金曜深夜） |
| 静岡県       | 静岡第一テレビ（SDT） | 2018年10月4日 - 12月6日 | 毎週金曜 2:04 - 2:34（木曜深夜） |
| 中京広域圏   | 中京テレビ（CTV）     | 2018年10月5日 - 12月7日 | 毎週土曜 1:59 - 2:29（金曜深夜） |
| 近畿広域圏   | 読売テレビ（ytv）     | 2018年10月5日 - 12月7日 | 毎週土曜 1:29 - 1:59（金曜深夜） |
| 広島県       | 広島テレビ（HTV）     | 2018年10月5日 - 12月7日 | 毎週土曜 1:59 - 2:34（金曜深夜） |
| 福岡県       | 福岡放送（FBS）       | 2018年10月5日 - 12月7日 | 毎週土曜 0:54 - 1:24（金曜深夜） |
| 長崎県       | 長崎国際テレビ（NIB） | 2019年1月26日 -         | 毎週土曜 1:59 - 2:29（金曜深夜） |
| 石川県       | テレビ金沢（KTK）     | 2019年2月14日 - 4月18日 | 毎週木曜 0:59 - 1:34（水曜深夜） |
| 福島県       | 福島中央テレビ（FCT） | 2019年2月21日 -         | 毎週木曜 1:29 - 1:59（水曜深夜） |

## 映画

### スタッフ
- 監督 - 守屋健太郎
- 脚本 - 松田裕子
- 音楽 - 中野雄太
- 主題歌 - m-flo「Piece of me」(rhythm zone / LDH MUSIC)
- エグゼクティブプロデューサー - EXILE HIRO
- 製作総指揮 - 今村司、山田克也、森雅貴、伊藤寛二
- Co.エグゼクティブプロデューサー - 伊藤響、森広貴、八木元、関佳裕
- 企画プロデュース - 植野浩之
- プロデューサー - 藤村直人、森田美桜
- 製作統括 - 川田真太郎
- 撮影 - 安田光
- 照明 - 落合芳次
- 録音 - 日下部雅也
- 美術 - 小林大輔
- デザイン - 別所晃吉
- 美術進行 - 横守剛
- 装飾 - 高橋寛
- 衣装 - 遠藤良樹
- メイク - 礒野亜加梨
- 振付 - あさづきかなみ
- 編集 - 瀧田隆一
- 音楽プロデューサー - 佐藤達郎、門田吉穂
- 選曲 - 原田慎也
- 音響効果 - 茂野敦史
- スクリプター - 菅谷雪乃
- 監督補 - 千村利光
- 助監督 - 牧野将
- スケジュール - 副島宏司
- 制作担当 - 宮本亮太
- ラインプロデューサー - 高瀬博行
- アシスタントプロデューサー - 鴨井雄一、小川江利子
- 配給 - 東宝
- 制作プロダクション - AOI Pro.
- 企画制作 - HI-AX
- 製作 - 「PRINCE OF LEGEND」製作委員会（HI-AX（日本テレビ放送網、LDH）、東宝、讀賣テレビ放送、バップ、ローソン、AOI Pro.、札幌テレビ放送、宮城テレビ放送、静岡第一テレビ、中京テレビ放送、広島テレビ放送、福岡放送）

## ゲーム
PRINCE OF LEGEND LOVE ROYALE (2019年3月5日 - 2022年6月30日、iOS / Android)

## プリンスサロン
ドラマ放送中に公式Instagramで配信されたインスタライブの名称。放送日である毎週水曜日、片寄涼太の進行で配信された。片寄単独トークで配信することが基本となっていたが、時折ゲストも出演。ゲストには関口メンディー、吉野北人、藤原樹、長谷川慎。電話出演では、川村壱馬、塩野瑛久、飯島寛騎、こだまたいちが出演。聞き手はドラマのサブタイトルを考えたスタッフKが務めていた。